# Parakholmen
Parakholmen est une île norvégienne du comté de Hordaland appartenant administrativement à Bømlo.

## Description
Rocheuse et couverte d'arbres, elle s'étend sur environ 188 m de longueur pour une largeur approximative de 178 m.